# アフリカ哲学
アフリカ哲学（アフリカてつがく、英: African philosophy）とは、アフリカで、あるいはアフリカ先住民によって生み出された哲学的言説のことである。アフリカの哲学者は、形而上学、認識論、道徳哲学、政治哲学など、現在、哲学の様々な学問分野に見出される。
現代のアフリカの哲学者たちが議論してきたテーマを特徴づけるものとして、自由や、自由であることの意味、あるいは一体性を体感する意味がある。アフリカにおける哲学には豊穣で多様な歴史があるが、その一部は時間の経過とともに失われている。
紀元前2200年頃から1000年頃、古代エジプト（ケメット）において、ヒエラティックでパピルスに書かれた文献は、世界最古の哲学書として知られている。また、アフリカ最古の哲学者として、古代エジプトの哲学者であるプタハホテップが知られている。概して古代ギリシア人は、エジプト人を自身の先達であると認識していた。紀元前5世紀には、哲学者イソクラテスが、ギリシア最古の哲学者たちは知識を求めてエジプトを旅したと述べており、そのうちの一人ピタゴラスは「ギリシア人にすべての哲学をもたらした最初の人物」であるという。
20世紀初頭から半ばにかけて、反植民地運動は、アフリカ大陸とアフリカのディアスポラの双方で共鳴し合う、独特の近代アフリカ政治哲学の発展に多大な影響を及ぼした。この時期に生まれた経済哲学的著作のよく知られた例として、タンザニアをはじめとする東南部アフリカで提唱されたウジャマーというアフリカ社会主義哲学がある。こうしたアフリカの政治・経済哲学の発展は、世界中の多くの非アフリカ系民族による反植民地運動にも顕著な影響を与えた。
21世紀に入り、エジプト学者の新たな研究により、「哲学者」という言葉自体がエジプトに由来するらしいことがわかった。ギリシャ語で「知恵を愛する者」を意味するフィロソフォス（philosophos）は、文字通り「知恵を愛する者」あるいは知識を意味するエジプトのmer-rekh（mr-rḫ）という概念の翻訳語からとられたものである。
「アフリカーナ哲学」という用語は、アフリカ系の思想家や、アフリカン・ディアスポラについて議論するアフリカ系以外の人々による哲学を指す。

## 定義
アフリカ哲学の民族哲学としての範囲を定義し、他の哲学的伝統とどこが異なるのかを明らかにすることについては議論がある。民族哲学の暗黙の前提の一つとして、ある特定の文化が有する哲学は、世界のすべての人々や文化に対して適用可能ではなく、アクセス可能なものでもない、というものがある。Christian B. N. Gadeは、A Discourse on African Philosophy: A New Perspective on Ubuntu and Transitional Justice in South Africaのなかで、アフリカ哲学を静的な集団の特性として捉える民族哲学的アプローチは大きな問題があると論じている。彼のウブントゥに関する研究は、差異や歴史的発展、社会的文脈を真摯に受け止めるアフリカ哲学についてのオルタナティブな集合的言説を提示している。en:Edwin EtieyiboとJonathon O. Chimakonamの論文“African Philosophy: Past, Present, and Future”によれば、歴史的コンテクストはアフリカ哲学において重要な役割を果たしている。歴史は、哲学的問題を考察するための枠組みを提供してくれる。アフリカ哲学においては、アフリカの歴史というレンズを通して全体像を見なければならない。「歴史なくして事実はない」のである。
アフリカ哲学の形式的な定義としては、アフリカ人が現実の経験に対して批判的に思考することだと言うことができる。ナイジェリア生まれの哲学者K. C. Anyanwuは、アフリカ哲学を「過去と現在のアフリカの人々が、自分たちの運命と自分たちの住む世界を理解する方法に関わるもの」と定義した。
ナイジェリアの哲学者Joseph I. Omoregbeは、哲学者とは世界の現象、人間存在の目的、世界の本質、その世界における人間の位置を理解しようとする者であると大まかに定義している。このような自然哲学のあり方は、個々のアフリカ人哲学者が資料の中で区別される以前から、アフリカでは確認することができる。西洋哲学と同様、アフリカ哲学は時間、人格、空間などの様々な主題に対する理解について考察している。

## 歴史
古代アフリカの哲学については、豊かな歴史叙述がある。例えば、古代エジプト、エチオピア、マリ（ティンブクトゥトゥ、ジェンネ）などである。
近代および20世紀について言えば、新たな始まりは、アメリカやヨーロッパ（「西洋」の地）で学んだアフリカ人がアフリカに戻り、海外で経験した人種差別を反省した1920年代になる。彼らがアフリカに戻ったことで、「フラストレーション」を意味する「オヌマ」の感情が生まれた。オヌマは、世界規模で行われた植民地主義への応答として抱かれた。オヌマは、世界を旅してアフリカに戻った人々が、アフリカ人のアイデンティティ、歴史におけるアフリカの人々の空間、人類に対するアフリカの貢献などについて哲学的に考える「体系的な始まり」を形成する刺激となった。その意味で、20世紀におけるアフリカ哲学のルネサンスは重要である。

## アフリカ哲学であるための条件
研究者によれば、ある著作がアフリカ哲学のものとみなされるためには、二つの相反する要素が不可欠であると考えられている。第一に、アフリカ哲学の著作は、人種に焦点を当てていなければならない。アフリカ哲学は、アフリカの人々が経験する世界の表現であるべきだと主張する伝統主義者たちは、この点を重視する。アフリカ哲学はアフリカ人著者によって生み出されなければならない。
これとは対照的に、普遍主義のグループは、アフリカ哲学は個々のアフリカ人哲学者のあいだで行われる哲学的分析や批判的なかかわりあいであるべきだとする。アフリカ哲学に関する著作とは、伝統を中心とするアフリカ哲学のことである。アフリカ哲学は、アフリカの文化的背景や思考プロセスから引き出されなければならないが、人種的な考慮からは独立しているべきであり、「アフリカ人」は連帯の用語としてのみ使用されるべきである。

## 方法

### 共同体主義的方法
アフリカ哲学の共同体主義的方法とは、思考における相互主義を強調するものである。これはウブントゥを支持する研究者によって最もよく用いられる。ウブントゥでよく言われることとして「人は人を通して人である」というものがある。Leonhard PraegやMogobe Ramose、Fainos Mangeraらは、共同体主義的方法を実践している。

### 補完的手法
補完的手法は、ミッシングリンクの可能性に焦点を当てる方法である。歴史とアイデンティティを考える上で、すべての不確定要素は重要であり、どの不確定要素も見落としたり、十分に考慮されないことがあってはならない。さらに、すべての不確定要素は互いに影響し合うため、不確定要素間の関係や、他の不確定要素への影響を精査する必要がある。Mesembe Edetは補完的手法を実践している。

### 対話的手法
対話的手法においては、対立する哲学的活動のあいだの関係を評価することによって思考を生み出す。ある主張を擁護したり主張したりする者は“nwa-swa”とよばれ、それに対し疑問を投げかけたり疑ったりする反対グループのことを“nwa nju”とよぶ。対話的手法は、現実におけるネットワークの相互連関性を重視するものであり、思考が正確であるべきであればあるほど、場所はより具体的であるべきである。この方法は従来の心理学の学派によって支持されており、Victor NwekeやMsembe Edetが用いている。

## 類型

### 前近代

#### 北アフリカ
北アフリカでは、エジプトとスーダンにおいて発展した古代エジプト哲学の中心は、間違いなく「マアト」という概念であった。これは、大ざっぱに訳せば「正義」や「真実」、あるいは単に「正しいこと」となる。政治哲学の最も古い著作のひとつが『プタハホテップの教訓』で、何世紀にもわたってエジプトの生徒たちに教えられてきたものである。
古代エジプトには、近年学者たちによって研究されるようになった哲学書がいくつかある。2018年のポッドキャスト“Africana Philosophy”では、哲学者のPeter AdamsonとChike Jeffersが最初の8つのエピソードをエジプト哲学にあてている。アメリカ哲学会（APA）は、紀元前1200年頃の古典的なテキスト『文人と書物の栄光』（「文人であれ」）に関するテキストを発表している。APAのブログでは、紀元前19世紀の『生活に疲れた者の魂との対話』や、凡人への助言が書かれた紀元前13世紀の『アニイの教え』、Khetiの『職業戯評』、そして「学校を卒業するのは良いことであり、夏の蓮の花の匂いよりも良いことである」と説くDeir el-Medinaのアメンナクト（紀元前1170～1140年に活躍）のテキストも取り上げられている。
古代エジプトの哲学者たちは、ヘレニズム哲学やキリスト教哲学にも重要な貢献をした。プラトンの先輩である古代ギリシャの哲学者イソクラテスの『ブシリス』によれば、「エジプト人が人間の中で最も健康で長寿であることは誰もが認めるところである。そして、エジプト人は、魂のために哲学の訓練を導入した…」という。ヘレニズムの伝統について言えば、有力な哲学の学派である新プラトン主義は、紀元3世紀にエジプトの哲学者プロティノスによって創始された。教父であり哲学者でもあったアウグスティヌス（354年、現在のアルジェリアにあたるThagaste生まれ）の母は、キリスト教徒の聖モニカであるが、彼女がアマジグ人（ベルベル人）であったため、アウグスティヌスは自らをアフリカ人（あるいはフェニキア系のカルタゴ人）と定義した。

#### 西アフリカ
西アフリカにおける前近代の哲学の伝統のなかで最も顕著なものは、ヨルバ人の哲学の伝統であり、その数千年にわたる発展のなかで生まれた独特の世界観である。en:Ifá、en:Omoluabi、en:Ashè、en:Emi Omo Esoといった哲学的概念は、この体系に不可欠なものであり、その要素の総体は、ヨルバ人のあいだでItanとして知られているものに含まれている。アカン族、ドゴン族、セレール族、ダホメ王国の宇宙観や哲学も重要であった。
植民地時代以前のセネガンビア（現在のガンビアとセネガル）では、17世紀の哲学者en:Kocc Barma Fall（1586年生）が、セネガンビアの歴史上有名な哲学者の一人として際立っていた。彼の箴言は、セネガル人とガンビア人のあいだで現在でも暗唱されており、セネガルの大衆文化、例えばセンベーヌ・ウスマンヌ監督の映画 en:Guelwaar などにも含まれている。その他、哲学的思考を行なった著名人として、ガンビアの歴史家en:Alieu Ebrima Cham Joofや、マリの民族学者en:Amadou Hampâté Bâらがいる。
ティンブクトゥを代表する学者の一人にAhmad Baba（1556-1627）がいる。彼は「人種奴隷制」と呼ばれるものに反対を唱えた。現在のナイジェリアにあったソコト帝国を代表する女性哲学者・作家の一人にen:Nana Asmaʼu王女（1793-1864）がいる。

#### アフリカの角
アフリカの角では、第一千年紀以降、独特のエチオピア哲学が発展したことを示す資料が数多く存在する。この伝統のなかで生まれた最も注目すべきものは、17世紀の哲学者ゼラ・ヤコブとその弟子ワルダ・ヘイワットの著作である。ヤコブは著作の中で、宗教、道徳、存在について論じている。彼は、すべての人が自分の信仰を正しいと信じ、すべての人は平等につくられているという考えに至っている。

#### 南部アフリカ
南部アフリカと東南部アフリカでは、バントゥー人の拡散の後、存在の本質、宇宙、人類と世界との関係を扱う独特のバントゥー哲学が発展したことが、これらの地域の哲学的展開に最も大きな影響を与えた。この世界観から生まれた顕著な例として、ウブントゥの哲学の発展が挙げられる。

#### 中部・東部アフリカ
バントゥー人の拡散が中部アフリカ南部に到達する以前の中部アフリカの哲学的伝統は、多くがナイロート系・スーダン系諸民族の特徴を統合するものであることが明らかになっている。これは、最終的には時間の概念、世界の創造、人間の本質、そしてディンカ族の宗教やマサイ族の宗教、またそれと類似した伝統に見られる人類と自然との適切な関係などに確認される特有の世界観の形成につながっている。

#### アフリカン・ディアスポラ
前近代においてもアフリカン・ディアスポラ的な哲学の伝統が確認されており、そのほとんどはヨーロッパやアメリカ大陸に住むアフリカ人の子孫によって生み出されたものである。アントン・ウィルヘルム・アモ（1703–1759）は、現在のガーナにあるAwukenuから奴隷として連れて行かれ、ヨーロッパで医学と哲学の博士号を取得し、その後ドイツのマルティン・ルター大学ハレ・ヴィッテンベルクやフリードリヒ・シラー大学イェーナで哲学の教授となった。

### 近代以降
ケニアの哲学者であるオデラ・オルカは、現代アフリカ哲学における四つの傾向、すなわち民族哲学、哲学的賢さ (philosophical sagacity)、民族主義的・イデオロギー的哲学、職業的哲学を区別している。これらは実際には、このなかの一つ以上が要求を満たす可能性があるとを理解したうえで、アフリカ哲学というポジションへの候補者とでも呼ぶ方が現実的である（Orukaは後に、二つのカテゴリーを追加している。一つは、グギ・ワ・ジオンゴ、ウォーレ・ショインカ、チヌア・アチェベ、オコト・ビテック、タバン・ロ・リョンといった文学者の作品に代表される文学的／芸術的哲学であり、もう一つは、哲学的内容を見出すためにアフリカの言語を分析する解釈学的哲学である）。アフリカン・ディアスポラにおいては、アメリカの哲学者マウラナ・カレンガが、現代アフリカ哲学を理解するための様々な定義、特にその最も初期の源泉に関連する定義を提示している。

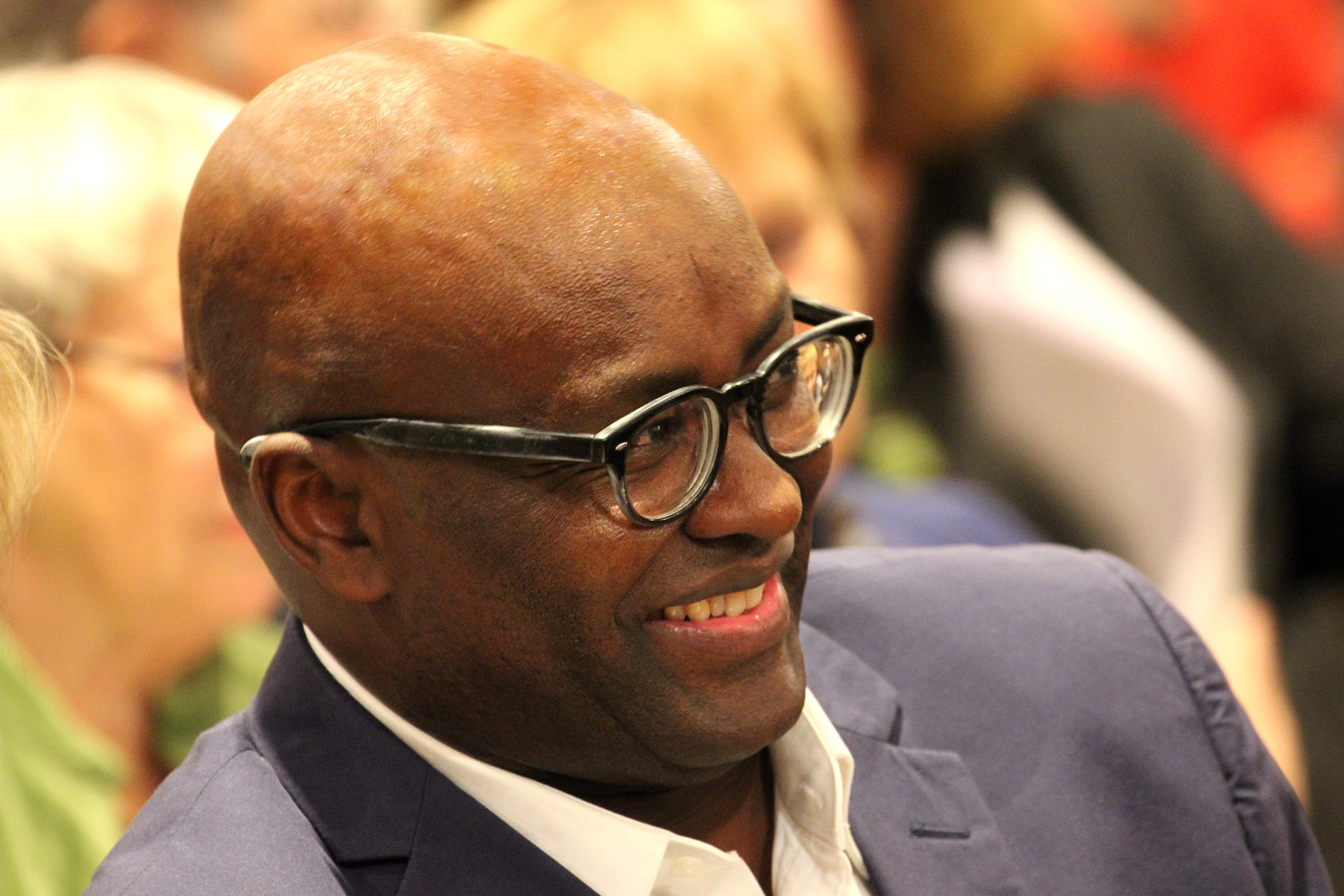
Achille Mbembe (現代のアフリカ哲学者)

職業的哲学への顕著な貢献した人の一人にen:Achille Mbembeがいる。彼は、国家のあり方、死、資本、人種差別、植民地主義に関する思索を含む、多くの近代的テーマに取り組んでいる。彼は著作のなかで、道徳的な論調を通して、道徳的、政治的な議論に注意を喚起する。Critique of Black Reason をはじめとする最近の多くの著作において、Mbembeは、ヨーロッパを宇宙の中心ではない勢力として理解することが、哲学と社会が世界を見るべきポイントであることを示唆している。Mbembeは、一度に複数の存在世界に身を置くことを主張している。この方法は、世界を見る共感的な視点を生み出すという。

### 民族哲学と哲学的賢さ
ケニアのオデラ・オルカは賢人の哲学 (Sage Philosophy) を提案した。哲学的賢さは彼に起因するとされている。民族哲学は、アフリカ文化に見られる信念を記録するために用いられてきた。このようなアプローチでは、アフリカ哲学は、アフリカ文化の言語、慣習、信念—要するにアフリカ独特の世界観に暗黙的に含まれる、共有された信念、価値観、カテゴリー、前提の集合から構成されるものとして扱われる。そのため、哲学は個人のための活動ではなく、共同体に属するものとみなされる。
これを支持する者の一人であるプラシード・タンペルは、『バントゥ哲学』のなかで、バントゥー系民族の形而上学的カテゴリーは、彼らの言語的カテゴリーに反映していると主張した。この見解によれば、アフリカ哲学は、アフリカの言語に反映された現実に関する基本的な仮定から生まれたものとして理解するのが最も適切である。
この種のアプローチのもう一つの例は、ナイジェリアのポートハーコート大学のen:E. J. Alagoaの研究である。彼は、論文“An African Philosophy of History in the Oral Tradition”のなかで、ニジェール・デルタにみられる伝統的な格言に由来するアフリカの歴史哲学が存在すると主張している。Alagoaは、アフリカ哲学においては、知恵を獲得したり過去を解釈したりするうえで年齢が重要な要素と考えられていると主張する。この見方を支持するものとして、Alagoaは「日数が多ければ多いほど知恵がつく」「老人が座って見るものを、若者は立っても見ることができない」といった格言を挙げている。真理は永遠で不変のもの（「真理は決して腐らない」）と見なされるが、人は誤りを犯すもの（「四つ足の馬でさえつまずいて転ぶ」）である。外見で判断するのは危険だが（「目が大きいからといって視力が鋭いとは限らない」）、直接の観察は信頼できる（「見る者は誤らない」）。過去は現在とは根本的に異なるものとは見なされないが、すべての歴史は現代の歴史である（「語り部は異なる季節について語らない」）。未来は知ることができないままである（「首の長い鳥でさえ未来を見ることはできない」）。とはいえ「神は永遠よりも長生きする」と言われる。歴史は極めて重要なものとみなされ（「自分の起源を知らない者は人間ではない」）、歴史家（「土の子ども」と呼ばれる）は非常に尊敬される（「土の子どもはニシキヘビの鋭い目を持っている」）。しかしながら、これらの議論は、文化相対主義的な観点からの理解が必要である。なぜなら、アフリカ文化の範囲はきわめて広大であり、父系社会、母系社会、一神教徒、伝統宗教の信者などが混在しているため、ニジェール・デルタの集団の態度をアフリカ全体に適用することはできないからである。
このアプローチを応用したもののなかには、ネグリチュードの概念のように、より論議を呼んでいるものもある。ネグリチュードの提唱者であるレオポール・セダール・サンゴールは、アフリカ特有の現実へのアプローチは論理よりも感情に基づくものであり、分析よりも参加によって解決され、科学よりも芸術によって表現されると主張した。一方、シェイク・アンタ・ジョップとde:Mubabinge Biloloは、アフリカ文化が独特であることに同意しながらも、アフリカ人が本質的に感情的で芸術的であるという見方に異議を唱え、エジプトは科学、数学、建築、哲学の分野で卓越した業績を残したアフリカ文化の一例であると主張した。科学的、学問的な達成は、古代エジプトだけでなく、ヌビアやメロエ、ティンブクトゥの大図書館にも見られ、また北アフリカ、西アフリカ、中部アフリカ、アフリカの角、グレート・ジンバブエにあった広範な交易ネットワークや王国にも、南部、東南部、中部アフリカの他の主要な帝国にもあったことが明らかであるため、ネグリチュードは過度に還元主義的であると非難される可能性がある。
このアプローチを批判する人々は、首尾一貫した哲学的立場を生み出す実際の哲学的作業は、（Alagoaのような）アカデミックな哲学者が行っているのであり、同じ文化圏の格言をさまざまな方法で選択し組み合わせることで、まったく異なる、しばしば矛盾した思想体系を生み出すことができると主張する。
哲学的賢さとは、民族哲学の個人主義バージョンのようなものである。民族哲学が共同体の信念を記録するのに対して、このアプローチでは共同体内の特定のメンバーの信念を記録する。ここで前提となっているのは、たいていの社会は、そのメンバーに対してある程度の信念と行動の追従を求めるが、そうしたメンバーのなかで、その文化の世界観についてのとりわけ高いレベルの知識と理解に達している者は少数しかいない、ということである。そのような人々が賢人である。場合によっては、賢人は単なる知識と理解を超えて、内省と疑問へと至る。これが、哲学的賢さの対象となるのである。
このアプローチを批判する人々は、内省や疑問は必ずしも哲学的なものにはならないことを指摘している。さらに言えば、もしアフリカ哲学が純粋に哲学的賢さという観点から定義されるのであれば、賢人たちの思想はアフリカ哲学にはなりえない。また、このような見方では、アフリカ以外の人類学や民族学とアフリカ哲学とを区別するものは、研究者の国籍だけしかないと考えられる。
加えて、次のような批判もある。哲学とインテレクチュアル・ヒストリーのあいだには確実に重要な区別があるにもかかわらず、この二つが驚くほど類似していると考えている哲学者がいるのは、民族哲学と哲学的賢さの両方に見られる問題である。アカン族やヨルバ人らの信仰が、哲学者にとってどれほど興味深いものであったとしても、それは哲学ではなく信念でしかない。それらを哲学と呼ぶことは、「私の哲学は生きることであり、生かすことである」などと言う場合のように、言葉を二次的な意味で使っているということである。

### 専門的哲学
専門的哲学 (professional philosophy) とは通常、西洋哲学の伝統のなかで訓練を受けたアフリカの哲学者たちによって生み出され、哲学の研究方法や重要事項に関して普遍性を認めようとするものを指す。このカテゴリーに分類される哲学者は、民族哲学の前提を明確に否定し、哲学の普遍主義的な世界観、すなわちすべての哲学は、世界のすべての人々や文化にとってアクセス可能であり、適用可能であるという考え方を採用していることが多い。この考え方は、各国、各地域の哲学が重要だと考える哲学的問題がそれぞれ異なっているとしても、是認される。このカテゴリーに分類されるアフリカの哲学者には、オデラ・オルカ、ポーリン・J・ホゥントンジ、Peter Bodunrin、クワシ・ウィルドゥ、Tsenay Serequeberhan、en:Marcien Towa、Lansana Keitaらがいる。

### ナショナリズムとイデオロギー的哲学
ナショナリズムやイデオロギー的哲学は、賢人ではなくイデオローグが主体となるという点では、哲学的賢さの特殊なケースと考えられるかもしれない。あるいは、専門家による政治哲学という意味では専門的哲学のサブカテゴリーと見なされることもある。いずれにせよ、イデオロギーと哲学との区別、さらには一連の観念と特殊な推論方法との区別を保持することについて、同じような問題が生じる。このカテゴリーに属するものとしては、アフリカ社会主義、クワメ・エンクルマのen:Nkrumaism、en:Harambee、en:Authenticitéなどがある。

### アフリカの倫理観
アフリカはきわめて多様性に富んでいるが、多くの民族間で共有されている道徳的な考え方も見られる。アフリカの多くの文化では、倫理は人格の中心を占めるものであり、「彼には道徳がない」というのは「彼には人格がない」というような意味に解される。人の性格は、その人の行いの積み重ねと道徳的行為の習慣を反映するものであり、それゆえ、それは人の生涯にわたって変化しうるものである。アフリカのいくつかの文化では、「人格」とは道徳的な美徳を示す成人を指し、悪い行いをする者はたとえ人間であるとみなされたとしても、人格ある人とはみなされない。
アフリカの多くの伝統社会は高度に宗教的であるが、アフリカの伝統宗教は啓示宗教ではないため、神から与えられた掟や戒律が倫理の中心に据えられることはない。その代わりに、倫理はヒューマニズム的で功利主義的であり、社会的機能の向上と人間の繁栄に焦点を当てる。一方、社会福祉は単なる個人の福祉の集合体ではなく、平和や安定といった誰もが望む価値を体現した集合的な「社会的善」が存在するとされる。一般的に言って、アフリカの倫理は、個人主義的でイデオロギー的に統一されているというよりは、社会主義的または集団主義的である。助け合いと利他主義は極めて重要だと考えられている。アフリカの倫理観は、大部分の西洋倫理とは対照的に、権利それ自体よりも向社会的行動の義務に重きを置いている。。

### アフリカーナ哲学
アフリカーナ哲学とは、アフリカ系の哲学者やアフリカン・ディアスポラを主題とする哲学者の研究のことである。これは比較的新しく（1980年代以降）、アフリカの思想につけられた発展途上の名称であり、アメリカ哲学会をはじめとする専門機関により、可能性のある分野として注目を集めている。
アフリカーナ哲学は、アフリカ系の人々にとって特に関心のある哲学的な着想、議論、理論を含んでいる。アフリカーナ哲学が探求するトピックには、ソクラテス以前のアフリカ哲学と初期西洋哲学史を論じる現代の議論、アフリカとアメリカ大陸におけるポストコロニアル作品、抑圧に対する黒人の抵抗、アメリカにおける黒人実存主義、現代世界における「黒人性」の意味などがある。

## アフリカの哲学者
以下にあげたのは、アフリカの伝統の中で理論的な研究を行っている著名な哲学者、およびアフリカ大陸出身の哲学者のリストである。
| アルジェリア - アルベール・カミュ - ルイ・アルチュセール - en:Mohammed Arkoun - アウグスティヌス - en:Malek Bennabi - エレーヌ・シクスー - ジャック・デリダ - フランツ・ファノン - ベルナール＝アンリ・レヴィ - en:Mohammed Chaouki Zine ベナン - ポーリン・J・ホゥントンジ カメルーン - en:Achille Mbembe コンゴ - en:Jacques Depelchin - V・Y・ムディンべ - en:Ernest Wamba dia Wamba - en:Theophile Obenga エジプト - プタハホテップ - en:Kagemni I - en:Mustafa Abd al-Rizq - en:Arnouphis - アブドゥッラフマーン・バダウィー - Mohamed Osman Elkhosht - en:George of Laodicea - en:Hassan Hanafi - en:Ihab Hassan - en:Zaki Naguib Mahmoud - en:Abdel Wahab El-Messiri - プロティノス - en:Rifa'a al-Tahtawi - en:Fouad Zakariyya - モーシェ・ベン＝マイモーン エチオピア - ワルダ・ヘイワット - ゼラ・ヤコブ ガンビア - en:Kocc Barma Fall - en:Alieu Ebrima Cham Joof ガーナ - クワメ・エンクルマ - Nii Bortey Bilson - クワメ・アンソニー・アッピア - en:Al-Hajj Salim Suwari - アントン・ウィルヘルム・アモ - W・E・B・デュボイス - クワメ・ジェチェ - en:Ato Sekyi-Otu - クワシ・ウィルドゥ ヘレニズム期 - アテーナイのアポロドーロス - Clitimachus - en:Dio of Alexandria - en:Dionysius of Cyrene - en:Heraclides Lembus - ヒュパティア - en:Lacydes of Cyrene | ケニア - en:John Mbiti - en:Micere Githae Mugo - オデラ・オルカ - グギ・ワ・ジオンゴ - en:PLO Lumumba レソト - Chief Mohlomi リビア - セクストゥス・ユリウス・アフリカヌス - en:Aref Ali Nayed マラウイ - en:Didier Kaphagawani マリ - en:Amadou Hampâté Bâ モロッコ - en:Taha Abdurrahman - アラン・バディウ - en:Bensalem Himmich - en:Mohammed Abed al-Jabri - en:Mohammed Aziz Lahbabi - en:Judah ben Nissim - en:Mohammed Sabila - en:Abu al-Abbas as-Sabti - en:Mohammed Allal Sinaceur - en:Hourya Sinaceur - en:Abdellatif Zeroual モザンビーク - Severino Ngoenha - José P. Castiano ナイジェリア - オバフェミ・アウォロウォ - en:John Olubi Sodipo - チヌア・アチェベ - ウォーレ・ショインカ - en:Nana Asma'u - エマニュエル・イジ - Joseph I. Omoregbe - ウスマン・ダン・フォディオ - en:Josephat Obi Oguejiofor - en:Ike Odimegwu - Theophilus Okere - en:Sophie Oluwole - Olusegun Teju Oladipo - Kolawole Olu-Owolabi - Kevin Ugochukwu Onwunali ルワンダ - アレクシス・カガメ セネガル - シェイク・アンタ・ジョップ - レオポール・セダール・サンゴール - en:Souleymane Bachir Diagne - en:Kocc Barma Fall 南アフリカ - en:Es'kia Mphahlele - en:John Langalibalele Dube - スティーヴ・ビコ - en:Gift Gugu Mona - en:Mabogo P. More - モガベ・ラモーセ - en:Mpho Tshivhase - デイヴィッド・ベネター タンザニア - ジュリウス・ニエレレ チュニジア - en:Rachida Triki |

## 関連文献
- Amo, Antin Wilhelm Amo: Anton Wilhelm Amo's Philosophical Dissertations on Mind and Body (Edited and translated by Stephen Menn and en:Justin E. H. Smith) (2000: Oxford University Press)
- K.C. Anyanwu (and E.A. Ruch), African Philosophy: An Introduction, Catholic Book Agency 1981
- Mubabinge Bilolo, Contribution à l'histoire de la reconnaissance de Philosophie en Afrique Noire Traditionnelle, (1978: Kinshasa, Facultés Catholiques de Kinshasa, Licence en Philosophie et Religions Africaines)
- Mubabinge Bilolo, Les cosmo-théologies philosophiques de l'Égypte Antique. Problématiques, Prémisses herméneutiques et problèmes majeurs. Academy of African Thought, Sect. I, vol. 1, (1986: Kinshasa-Munich-Libreville, African University Studies)
- Peter O. Bodunrin, Philosophy in Africa: Trends and Perspectives (1985: University of Ife Press)
- Babajide Dasaolu/Demilade Oyelakun, The concept of evil in Yoruba and Igbo thoughts: Some Comparisons in: Philosophia: E-Journal of Philosophy and Culture – 10/2015.
- Emmanuel Chukwudi Eze (Ed.): African Philosophy. An Anthology (1998: Blackwell Publishers)
- Christian B. N. Gade, A Discourse on African Philosophy: A New Perspective on Ubuntu and Transitional Justice in South Africa (2017: Lexington Books)
- en:Dag Herbjørnsrud, The African Enlightenment. Aeon, December 2017.
- Dag Herbjørnsrud, The Radical Philosophy of Egypt: Forget God and Family, Write! Blog of the American Philosophical Association, December 2018.
- Paulin J. Hountondji, African Philosophy: Myth and Reality (1983: Bloomington, Indiana University Press)
- Samuel Oluoch Imbo, An Introduction to African Philosophy (1998: Rowman & Littlefield) ISBN 0-8476-8841-0
- en:Janheinz Jahn, Muntu: African culture and the Western world (1990: Grove Weidenfeld) ISBN 0802132081
- Bruce B. Janz,  African Philosophy (PDF)
- en:Alexis Kagame, La philosophie bantu-rwandaise de l'être (1966 Johnson Reprint)
- Gyekye Kwame, An Essay of African Philosophical Thought: The Akan Conceptual Scheme (1995: Temple University Press) ISBN 1-56639-380-9
- Safro Kwame, Reading in African Philosophy: An Akan Collection (1995: University Press of America) ISBN 0-8191-9911-7
- T. Uzodinma Nwala,  Igbo Philosophy, ISBN 978-245-453-2
- Joseph I. Omoregbe, African philosophy: yesterday and today (in Bodunrin; references to reprint in [E. C. Eze] [ed.] African Philosophy: An Anthology (1998: Oxford, Blackwell))
- H. Odera Oruka (ed.), Sage Philosophy [Volume 4 in Philosophy of History and Culture] (1990: E.J. Brill) ISBN 90-04-09283-8, ISSN 0922-6001
- Tsenay Serequeberhan (ed.), African Philosophy: The Essential Readings (1991: Paragon House) ISBN 1-55778-309-8
- en:Placide Tempels, La philosophie bantoue (Bantu Philosophy), Elisabethville, 1945, Full text in French here.
- en:Kwasi Wiredu, Philosophy and an African (1980: Cambridge University Press)
- Kwasi Wiredu (ed.), A Companion to African Philosophy (2004: Blackwell)
- Kwasi Wiredu Toward Decolonizing African Philosophy And Religion In: African Studies Quarterly, The Online Journal for African Studies, Volume 1, Issue 4, 1998
- Olabiyi Babalola Yai, (Guest Editor), African Studies Quarterly, Volume 1, Issue 4 (1998): Religion and Philosophy in Africa

### 日本語文献
- 河野哲也「現代のアフリカ哲学」、伊藤邦武・山内志朗・中島隆博・納富信留編『世界哲学史８ 現代 グローバル時代の知』筑摩書房〈ちくま新書〉、2020年。ISBN 978-4-480-07298-6
- 河野哲也「アフリカに哲学は存在するか」『立教大学教育学科研究年報』64、2021年。
- 河野哲也『アフリカ哲学全史』筑摩書房〈ちくま新書〉、2024年。ISBN 9784480076366。
- 中村隆之 (2024年). “アフリカ哲学への招待──「他者の哲学」から「関係の思想」へ（前篇）”.   webゲンロン. 2025年3月26日閲覧。
- 納富信留『世界哲学のすすめ』筑摩書房〈ちくま新書〉、2024年。ISBN 9784480076045。（第5章「哲学を揺るがすアフリカ哲学」）